# Vídeň
Vídeň är en ort i Tjeckien.   Den ligger i regionen Vysočina, i den centrala delen av landet, 140 km sydost om huvudstaden Prag. Vídeň ligger 513 meter över havet och antalet invånare är 390.
Terrängen runt Vídeň är platt.Runt Vídeň är det ganska tätbefolkat, med 166 invånare per kvadratkilometer. Närmaste större samhälle är Velké Meziříčí, 4,3 km söder om Vídeň. Trakten runt Vídeň består till största delen av jordbruksmark.